# Leaton
Leaton – wieś w Anglii, w hrabstwie Shropshire. Leży 7 km na północ od miasta Shrewsbury i 229 km na północny zachód od Londynu.